# Poder universal

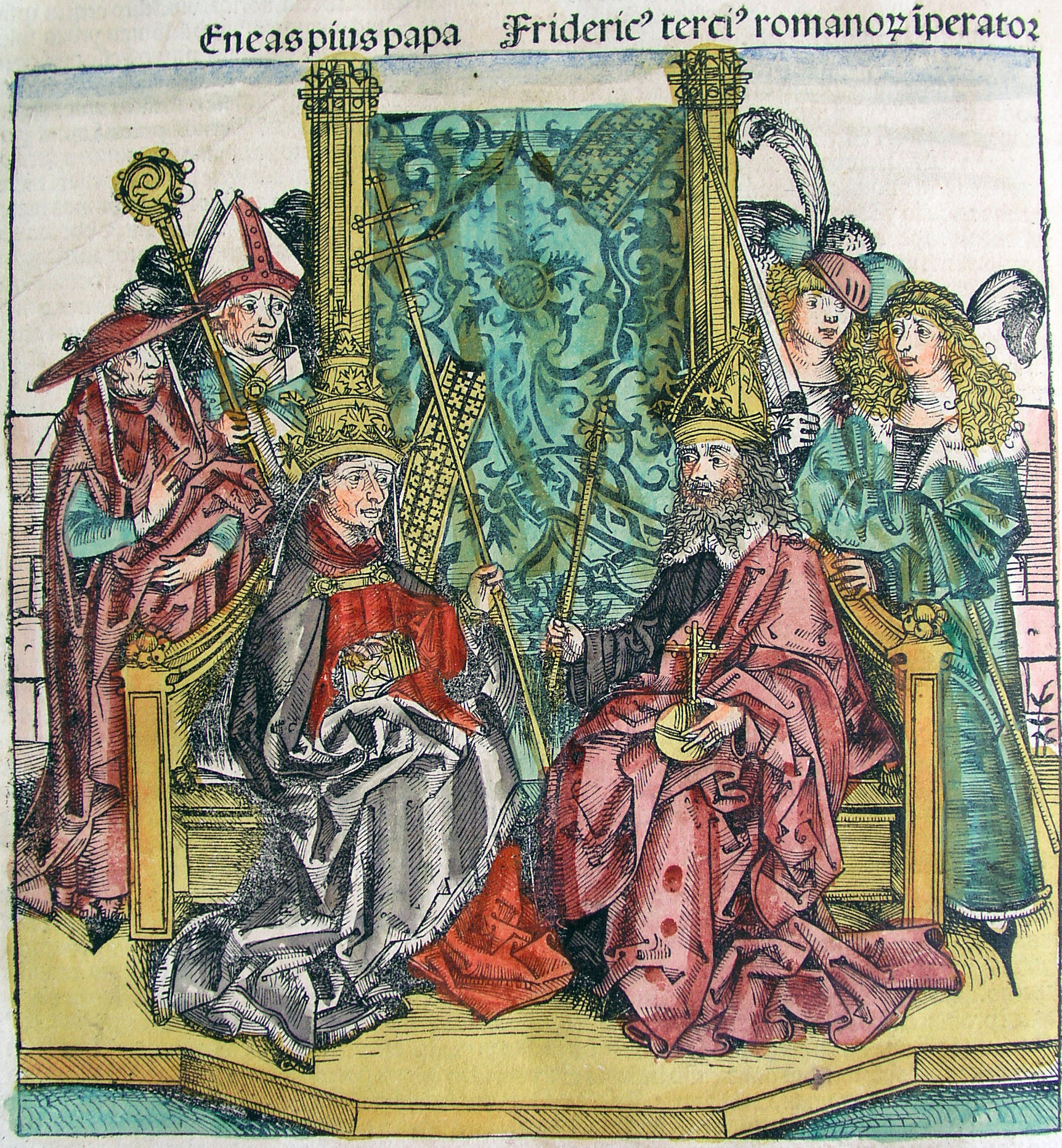
O papa Pio II e o imperador Frederico III.

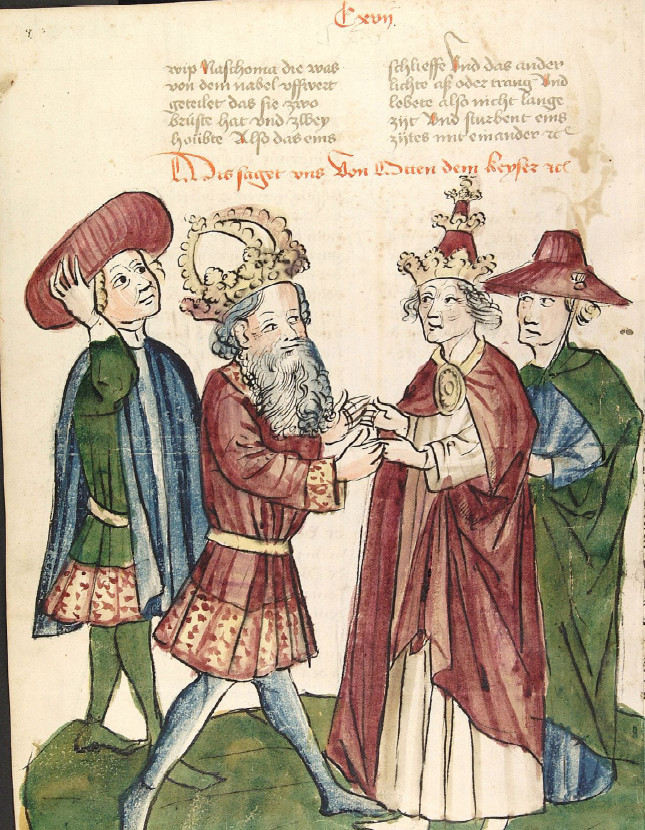
Papa João XII e o imperador Otão I.

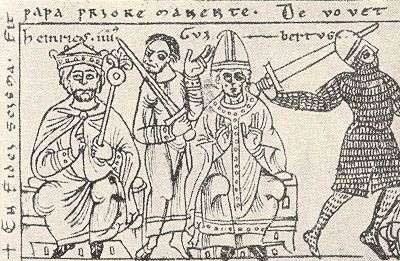
O antipapa Clemente III e o imperador Henrique IV.

Na Idade Média, o termo poder universal referia-se ao Sacro Imperador Romano e ao papa. Ambos lutavam pelo chamado dominium mundi, ou domínio do mundo, em termos de supremacia política e espiritual.
Os poderes universais continuaram até o início do século XIX, até as Guerras Napoleônicas. A reformulação da Europa significou o fim efetivo do Império. Ainda que o papa tenha tido seus limites territoriais limitados ao Vaticano, manteve seu soft power no mundo contemporâneo.

## Origens
Com o cesaropapismo oriental e a situação do Mundo Ocidental após a queda do Império Romano do Ocidente, o bispo de Roma assumiu uma posição de poder exepcional. Como o único patriarca ocidental, ele assumiu o papel de primaz.  Além do poder espiritual, o bispo de Roma buscou também aumentar seu poder temporal sobre um território de vários reinos germânicos, para estabelecer uma verdadeira teocracia. O bispo de Roma tentou extender o seu território da cidade de Roma para toda a Itália e depois para o resto do Império Romano do Ocidente (seguindo a Doação de Constantino).  A coroação de Carlos Magno no ano de 800, que levou ao surgimento do Império Carolíngio, marcou o surgimento de uma autoridade secular com reivindicações universais. A coexistência por dois séculos entre o Pontífice e o Império (regnum et sacerdocium) foi difícil e levou a Controvérsia das Investiduras e a várias diferentes formulações ideológicas (teoria das duas espadas, plenitudo postestatis, Dictatus papae, condenações de simonia, e nicolaísmo). O papa tentou estabelecer uma supremacia da autoridade religiosa sobre a autoridade civil. Enquanto isso, o imperador tentava estabelecer a legitimidade de sua posição, que ele reividicava que vinha do antigo Império Romano (Translatio imperii). Para fazê-lo, estabeleceu um poderio militar para poder impor seu poder territorial e extendê-lo para a vida religiosa. Isso foi feito também de maneira semelhante no Oriente. Nem no Oriente, nem no Ocidente, conseguiu-se cumprir as metas estabelecidas.

## Evolução
A divisão do Império Carolíngio entre os herdeiros de Luís, o Piedoso e as reivindicações de diferentes dinastias, como a Dinastia Otoniana e a Dinastia de Hohenstaufen, ao título imperial enfraqueceu o poder dos imperadores e submeteu-os à um sistema de eleições. O sistema de eleições tornou os imperadores dependentes de um jogo delicado de alianças entre os nobres que possuíam o título de príncipe-eleitor, alguns leigos e o clero. Contudo, alguns deles tentavam recuperar o poder imperial (Otão III, Henrique II). Algumas vezes, isso levava a conflitos (Henrique IV, Frederico I Barbarossa, Frederico II). O fortalecimento do poder papal foi muito importante a partir de Gregório I, e dependia do apoio das ordens monásticas, principalmente do da Ordem de Cluny. A constituição de muitos desses reinos tornava-os feudalmente submetidos ao papa, que os libertava do jugo feudal teórico de um imperador ou de outro rei (como no caso de Portugal). No território do Sacro Império, a rivalidade entre os guelfos, apoiadores do papado, e dos gibelinos, apoiadores do imperador, dominaram a vida política germânica e italiana do século XII até o século XV.
Eventualmente, a autoridade do imperador seria convertida em algo puramente teórico, dado a falta de uma economia forte ou de base militar. Ele foi incapaz não apenas de enfrentar as monarquias feudais livres de qualquer subordinação Rex superiorem non recognoscens in regno suo est Imperator (Decreto Per Venerabilem de Inocêncio III, 1202), como de manter seus próprios príncipes territoriais ou cidades-estado italianas. A autoridade papal também enfraqueceu.  As Cruzadas, apoiadas pelo papa, não lhe deram maior controle sobre os breves territórios conquistados na Terra Santa, os reinos europeus ou as novas ordens religiosas. Com o papado de Avignon e o Cisma do Ocidente, a monarquia francesa subjugou o papado. Isso levou ao enfraquecimento do poder papal e minou o poder intimidatório da excomunhão, que já fora temida.
O desenvolvimento de obras teóricas sobre o poder universal, por outro lado, continuou e incluíam contribuições como as de Marsílio de Pádua, Defensor Pacis ou as de Guilherme de Ockham, Oito questões sobre o poder do papa (1342) e De imperatorum et pontificum potestate (1347).  Essas obras continuaram a enfraquecer as ambições universais de ambas as autoridades e foram produzidas pelos autores mais importantes da crise da escolástica. A crise da escolástica debateu a adoção e a extensão de novas ideias legais baseadas no direito romano, com o jus commune da Universidade de Bolonha de um lado e o conciliarismo do Concílio de Florença em outro.

## Fim

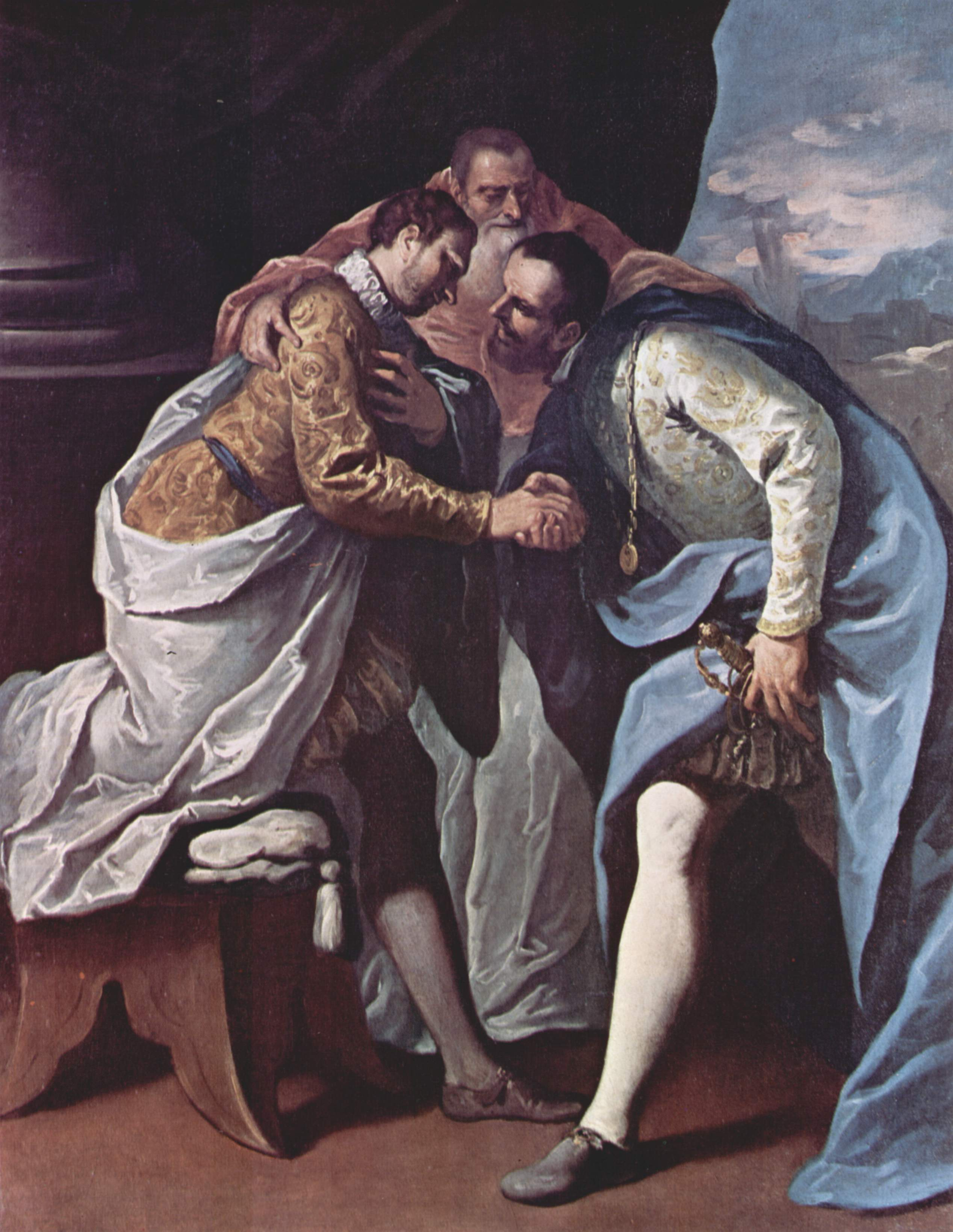
O imperador Carlos V reconciliando-se com Francisco I de França, ambos encorajados por Paulo III, pintura de Sebastiano Ricci.

Ambos os poderes universais entraram na Idade Moderna debilitados, ainda que notáveis. Tentou-se recuperar o que se perdeu. Essas tentativas, porém, foram malsucedidas, como nos casos do imperador Carlos V e dos pontífices da Renascença (Júlio II e Leão X) e a Contrarreforma, cujas ambições provaram-se impossíveis à longo prazo. A realidade imposta durante o Antigo Regime era a das novas monarquias autoritárias (como a Monarquia Católica) que evoluíram para o absolutismo (como na França) ou às revoluções burguesas (como na Holanda, com a Guerra dos Oitenta Anos e na Inglaterra com a Guerra Civil Inglesa). Em 1648, o Tratado de Vestfália definitivamente suplantou o papel dos poderes universais e trouxe as modernas, secularizadas relações internacionais baseadas no pragmatismo e na proeminência dos estados. Mesmo em países católicos, a teoria que somente os monarcas poderiam garantir os royalties efetivamente limitou o poder pontifício.
O século XIX marcou o fim de ambos os poderes universais como entidades territoriais: o Sacro Império foi formalmente dissolvido por Napoleão Bonaparte, que criou o seu próprio império, e ainda que o império de Napoelão tenha sido derrotado, o Sacro Império Romano-Germânico não foi restaurado no redesenho do mapa europeu no Congresso de Viena (1814-1815). Os territórios recuperados pela dinastia Habsburgo foram transformados em um estado multinacional, primeiro com o Império Austríaco e depois com uma dupla monarquia, o Império Austro-Húngaro, que durou até 1918. Além disso, a liderança da Prússia na recém-criada Confederação Germânica levou à criação do Império Alemão em 1871.
Simultaneamente, as relações do papa com a Revolução Francesa e Napoleão, assim como com o próprio liberalismo, oscilavam entre oposição direta e coexistência forçada. Em 1860, o novo Reino da Itália, formado pelo Reino de Piemonte-Sardenha, conquistou a base territorial dos Estados Papais (chamada Marcas) no centro da Itália. Entretanto, o Reino da Itália não tomou Roma em si até 1871, quando o Segundo Império Francês de Napoleão III retirou suas tropas que protegiam os Estados Papais de Roma. A rejeição do papa a situação e o confinamento voluntário dos papas no Vaticano continuaram até o Tratado de Latrão em 1929, com o fascista italiano Benito Mussolini.
Desde então, os esforços do papa no cenário internacional e nos assuntos internos de países católicos transcenderam as dimensões territoriais da Cidade do Vaticano, demonstrado que a dimensão religiosa é muito decisiva. Também expôs que o que seria chamado de soft power, ainda que sutil, pode ser efetivo por causa de seu peso moral, ideológico e cultural.

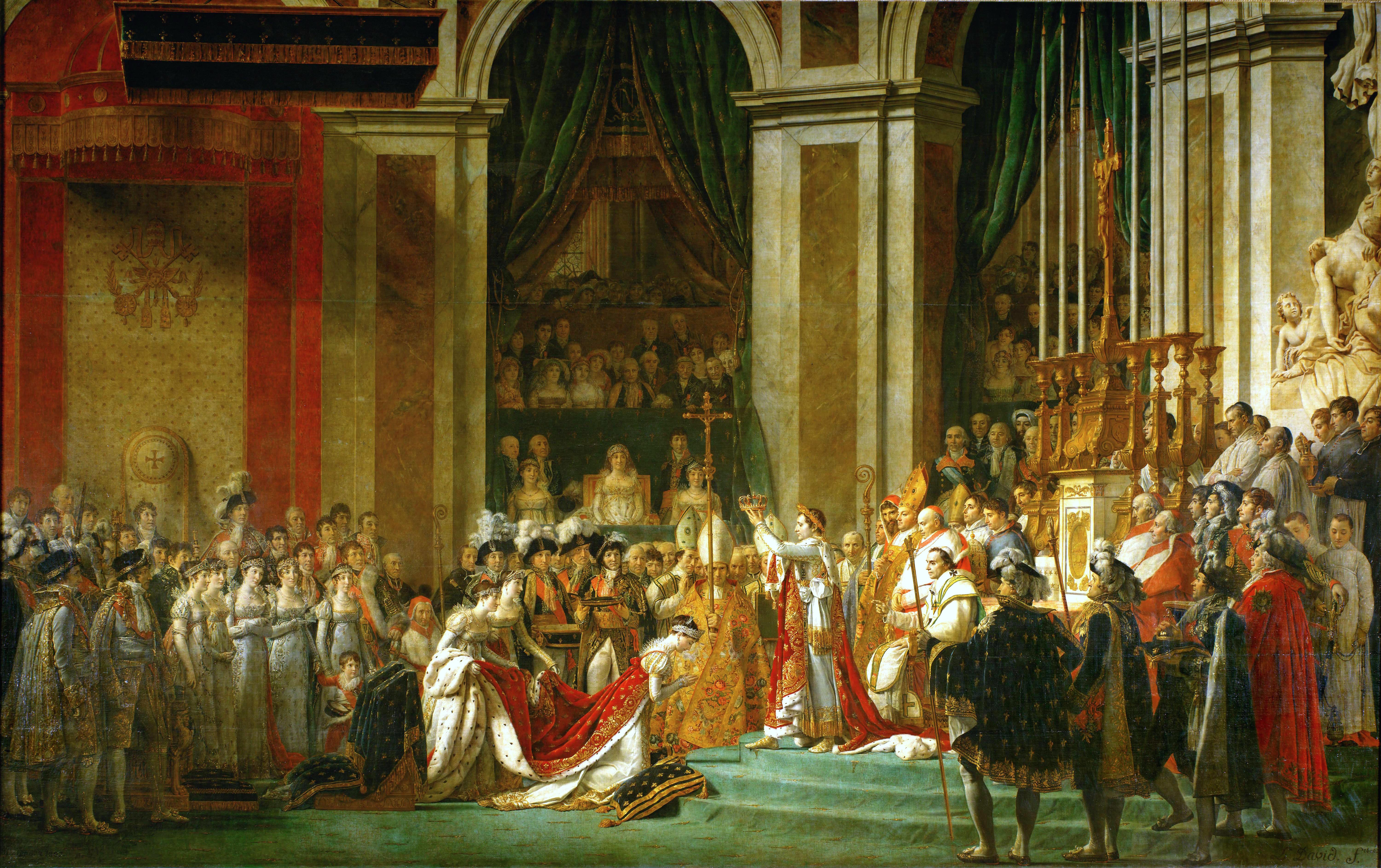
Coroação de Napoleão e Josefina diante do papa, reduzido a um papel de observador, pintura de Jacques-Louis David

## Continuação do uso do termo
O termo "império" foi aplicado a diferentes tipos de entidades políticas que não possuem uma função universal (teocrática ou cesaropapista), mas à aquelas com uma posição global e secularizada. Isso foi possível em em termos geoestratégicos desde a formação de uma economia global. Ainda que os primeiros impérios a serem formados (o Império Português e o Império Espanhol no século XVI) não tenham se referido a si mesmos em seus tempos como impérios (o Espanhol definiu-se, em termos providencialistas, como a Monarquia Católica), o termo foi aplicado pela historiografia (que chama de "império" qualquer entidade política do passado com dimensões multinacionais: Império Turco, Império Mongol, Império Inca).
Consequentemente, levou ao Império Russo, que reividicava ser a Terceira Roma depois da Queda de Constantinopla em 1453 (o título czar deriva do título de césar).
O termo também foi usado para as possessões territoriais ultramarines dos estados europeus:
- O Império Britânico – justificado pelo Raj Britânico que tornou a Rainha Vitória imperatriz da Índia;
- O Império Francês – o do primero Napoleão e o do terceiro, ainda que o nome tenha continuado a ser utilizado para as colônias da Terceira República;
- O Império Italiano – o que Mussolini buscou na África.

Analogamente, o termo "império" também é utilizado para se referir a entidades não-europeias, como o Império Chinês e o Império Japonês, ou dando o título de "imperador" como para o negus da Etiópia, o xá da Pérsia e o sultão do Marrocos. Na maioria das vezes, isso é uma "cortesia diplomática". Desde a Guerra Fria, tornou-se comum referir-se às duas superpotências rivais como "Império Americano" e "Império Soviético".